# جون ألان روبنسون
جون ألان روبنسون (بالإنجليزية: John Alan Robinson)‏ هو عالم حاسوب ورياضياتي ومهندس أمريكي وبريطاني، ولد في 9 مارس 1930 في يوركشاير في المملكة المتحدة، وتوفي في 5 أغسطس 2016 في بورتلاند في الولايات المتحدة.

## وصلات خارجية
- جون ألان روبنسون على موقع الموسوعة البريطانية (الإنجليزية)